# 泰勒縣 (喬治亞州)
泰勒縣（英語：Taylor County）是位於美國喬治亞州西部的一個縣。面積983平方公里。根據美國2000年人口普查，共有人口8,815人。縣治巴特勒（Butler）。
成立於1852年1月15日。縣名紀念第十二任總統扎卡里·泰勒。